# Rafael Atché
Rafael Atché y Fané (Barcelona, 1854-1923) fue un escultor español.

## Biografía

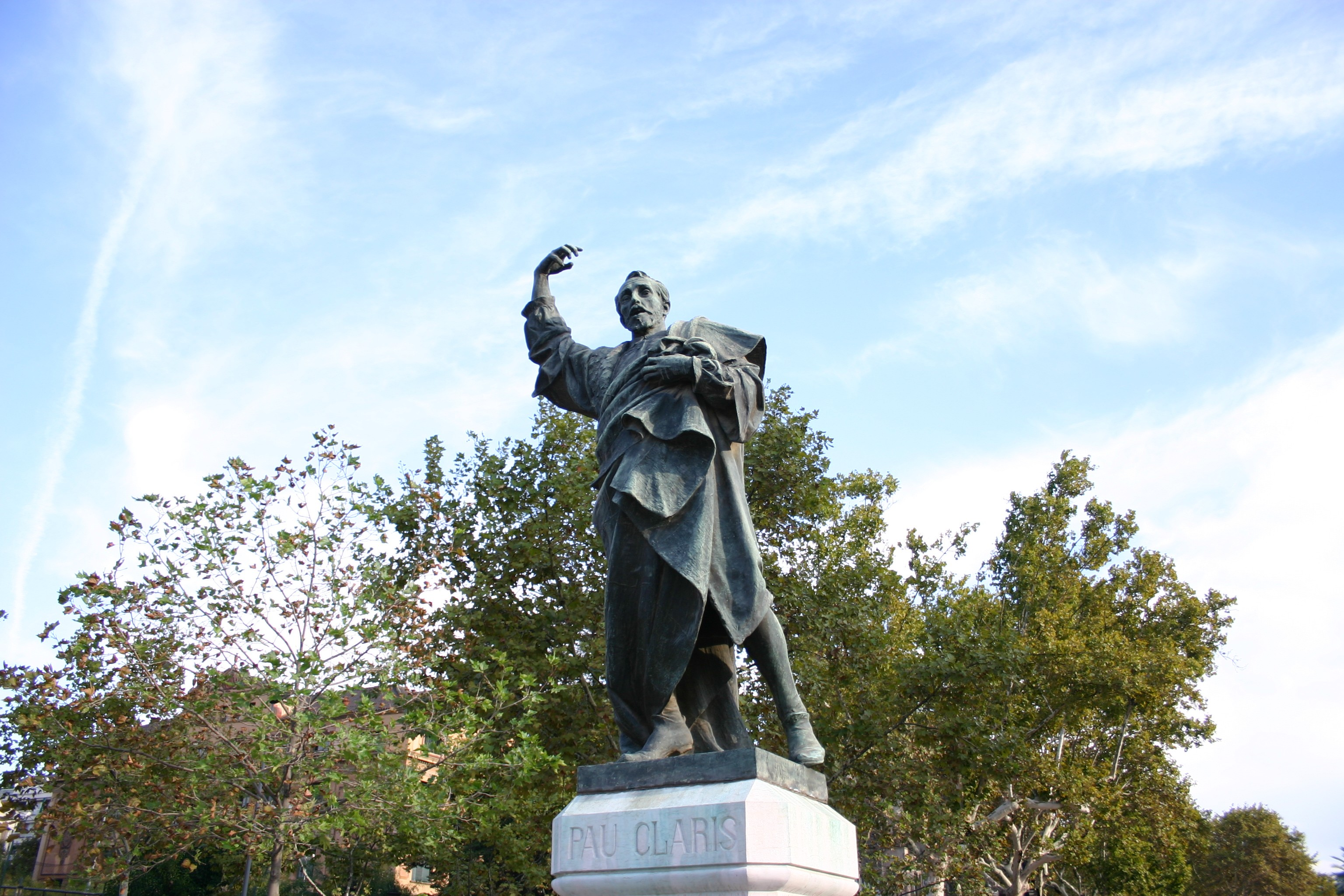
Estatua de Pau Claris en Barcelona de Rafael Atché

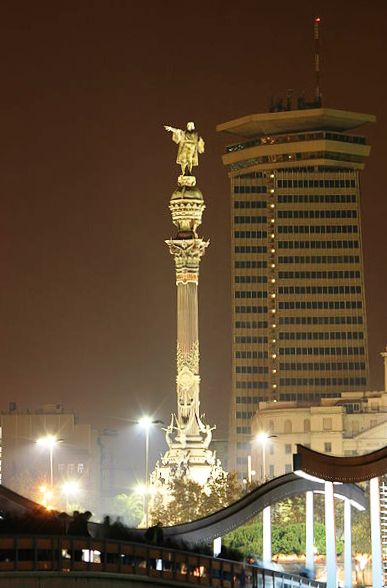
Monumento a Colón en Barcelona de Rafael Atché

Nacido en Barcelona en 1854, estudió en la Escuela de la Lonja y con los hermanos Vallmitjana.
Conjuntamente con el escultor Carcassó, montó un taller en el que realizaban esculturas religiosas policromadas, como las de San Agustín y San Félix (1872).
Participó en la Exposición Nacional de Madrid de 1882, presentando El genio herido, y en la de 1884 con la escultura El mal ladrón.
Conocido principalmente por su escultura de Cristóbal Colón que corona el monumento barcelonés dedicado al almirante. Realizó para la fachada de la Catedral de Santa Eulalia de Barcelona una escultura de san Francisco de Paula y otra de San Sebastián en el año 1890. Para el edificio de la Real Academia de Ciencias, en la Rambla de la ciudad condal, hizo los bustos del P. Canyelles y de Carbonell, así como la decoración para el reloj.
Falleció en 1957.

## Obras destacadas
- 1877 – Busto del rey Alfonso XII de España
- 1878 – Calvario
- 1880 – Estatua de Pau Claris, en el Paseo Lluís Companys de Barcelona.
- 1881 – Retrato de Rubinstein
- 1881 – Inmaculada, en la iglesia de Santa María de Portbou
- 1881-1883 - Grifos de la Cascada del Parque de la Ciudadela
- 1882 – Virgen del Carmen, en la iglesia de San Martín de Sardañola del Vallés
- 1883 – Odalisca
- 1890 – León Alado
- 1892 – Ecce Homo
- 1896 – Retrato de Vidal Solares
- 1896 – Sixtino Kneipp